# Schachnerita
La schachnerita es un mineral de la clase de los minerales elementos, y dentro de esta pertenece al llamado “grupo de las amalgamas de plata”. Fue descubierta en 1972 en una mina del municipio de Obermoschel, en el estado de Renania-Palatinado (Alemania), siendo nombrada así en honor de Doris Schachner, mineralogista alemán. Un sinónimo es su clave: IMA1971-055.

## Características químicas
Es una amalgama natural de plata con mercurio, en proporciones atómicas 1,1:0,9.

## Formación y yacimientos
Aparece como mineral secundario en las zonas de oxidación de yacimientos de plata y mercurio, formado mediante la alteración de la moschellandsbergita.
Suele encontrarse asociado a otros minerales como: paraschachnerita, plata mercúrica, acantita, cinabrio, ankerita, limonita, esfalerita o pirita.

## Usos
Se extrae de las minas mezclado con minerales similares como mena de los metales apreciados de su fórmula.